# Ursula Ragacs
Ursula Ragacs (* 1963 in Wien) ist eine österreichische Judaistin.

## Leben
Nach mehrjähriger Tätigkeit in der Privatwirtschaft studierte sie Judaistik und Hispanistik an der Geistes- und Kulturwissenschaftlichen Fakultät der Universität Wien. Nach der Sponsion 1992 zum Magister der Philosophie war sie ab 1992 Universitätsassistentin. Nach der Promotion 1995 zur Doktorin der Philosophie und der Habilitation 2000 wurde sie ab 2000 außerordentliche Universitätsprofessorin am Institut für Judaistik der Universität Wien.
Ihre Forschungsinteressen sind jüdisch-christliche / christlich-jüdische Polemik im Mittelalter, Geschichte der Juden in Spanien und Frankreich im Mittelalter, Manuskripte und ihre Ausgabe, jüdische Geschichte und ihre Historiographie und Digital Judaica.

## Schriften (Auswahl)
- „Mit Zaum und Zügel muss man ihr Ungestüm bändigen“ Ps 32,9. Ein Beitrag zur christlichen Hebraistik und antijüdischen Polemik im Mittelalter. Frankfurt am Main 1997, ISBN 3-631-31916-9.
- Die zweite Talmuddisputation von Paris 1269. Frankfurt am Main 2001, ISBN 3-631-36673-6.
- als Herausgeberin mit Marianne Grohmann: Religion übersetzen. Übersetzung und Textrezeption als Transformationsphänomene von Religion. Göttingen 2012, ISBN 3-8471-0036-X.